# جو دريسكول
جو دريسكول (بالإنجليزية: Joe Driscoll)‏ هو موسيقي أمريكي، ولد في 12 أبريل 1979.

## وصلات خارجية
- جو دريسكول على موقع ميوزك برينز (الإنجليزية)
- جو دريسكول على موقع ديسكوغز (الإنجليزية)